# Pălatca
Pălatca là một xã thuộc hạt Cluj, România. Dân số thời điểm năm 2002 là 1388 người.